# جاك موريسي
جاك موريسي (بالإنجليزية: Jack Morrissey)‏ هو لاعب كرة قاعدة أمريكي، ولد في 2 مايو 1876 في لانسنغ في الولايات المتحدة، وتوفي بنفس المكان في 30 أكتوبر 1936.

## وصلات خارجية
- جاك موريسي على موقعبيزبول رفرنس.كوم (الدوري الرئيسي) (الإنجليزية)